# Hosawal, Dharwad
Hosawal là một làng thuộc tehsil Dharwad, huyện Dharwad, bang Karnataka, Ấn Độ.